# Mokgweetsi Masisi
Mokgweetsi Eric Keabetswe Masisi (Moshupa, 21 de julio de 1962) es un profesor y político botsuano. Desde el 1 de abril de 2018 hasta el 1 de noviembre de 2024 fue el quinto presidente de Botsuana. Había ejercido como vicepresidente y Ministro de Educación en el gobierno de Ian Khama desde 2014. Previamente en 2011 había asumido el Ministerio de Asuntos Presidenciales y Administración pública. Al suceder a Khama como presidente en 2018, Masisi asumió también como líder del Partido Democrático de Botsuana, fuerza gobernante del país desde su independencia en 1966 hasta 2024.
Inicialmente visto como estrechamente vinculado a Khama al momento de asumir el cargo, Masisi se distanció de su predecesor en los primeros meses de su presidencia, tuvo gestos conciliatorios con sectores de la sociedad civil y empresarial enfrentados con el expresidente, reorganizó internamente al BDP para apartar a sus partidarios y revirtió algunas de sus medidas más polémicas (destacando el retiro de la prohibición de caza de elefantes). Estas acciones motivaron su ruptura con Khama, el cual abandonó el partido para fundar el Frente Patriótico de Botsuana y respaldó públicamente a Duma Boko, líder y candidato de la coalición opositora UDC. Beneficiado por el rechazo de diversos sectores opositores al acuerdo de Boko con Khama y en contra de los pronósticos desfavorables, Masisi lideró al BDP a una sorpresiva victoria en las elecciones de 2019, que implicaron un fuerte realineamiento territorial, sufriendo graves pérdidas el Distrito Central (bastión de la tribu BaNgwato de la que Khama era heredero al trono) pero contrarrestándolas con inéditos triunfos en áreas urbanas tradicionalmente opositoras. La oposición no reconoció los resultados, denunciando fraude electoral, aunque los observadores internacionales determinaron que los comicios habían sido transparentes.
El gobierno de Masisi debió supervisar la respuesta a la pandemia de COVID-19, durante la cual gobernó por decreto en el marco de un Estado de emergencia desde marzo de 2020 hasta septiembre de 2021, a pesar de las protestas del público y de la oposición, que lo acusaron de gobernar de manera autoritaria. Además de las consecuencias económicas de la pandemia, la administración debió hacer frente a la crisis del modelo basado en la extracción de diamantes que había caracterizado a la economía de Botsuana desde sus primeros años de independencia, como consecuencia de la creciente competencia de los diamantes sintéticos que provocó una caída en el consumo. Esto vino acompañado con un desempleo cada vez más alto, que llegó a rondar hasta un 45% entre la juventud. A pesar de las caídas de ingresos, Masisi optó por ignorar los llamados a la reducción del gasto público, lo que desató críticas. Afectado por una serie de conflictos internos en el seno del BDP (en particular la crisis posterior a las primarias del partido por la imposición de candidaturas favorables a Masisi), el partido perdió abrumadoramente las elecciones de 2024, viéndose reducido a tan solo 4 escaños frente a una mayoría absoluta de la UDC liderada por Boko. Masisi reconoció la derrota y fue sucedido por Boko el 1 de noviembre, marcando la primera transición electoral en la historia del país.

## Biografía
El padre de Masisi, Edison Setlhomo Masisi, que murió en 2003, fue también miembro del parlamento por Moshupa y, según los informes, fue un íntimo confidente del padre del presidente Khama y el primer líder de Botsuana, Sir Seretse Khama.
Inicialmente ejerció como profesor de inglés e historia. En 1984 enseñó en la Escuela Secundaria Mmanaana en Moshupa, mientras también dirigía iniciativas de desarrollo comunitario.
En 1987, Masisi fue transferido a Desarrollo de Currículum y Evaluación y trabajó como Especialista de Currículum de Estudios Sociales, donde supervisó un grupo de temas (Estudios Sociales, Música, Educación Religiosa y Moral)
En 1989 estudia una licenciatura en la Universidad Estatal de Florida, EE. UU., especializándose en Educación de Estudios Sociales y Diseño Instruccional de Sistemas.
En 1990, Masisi unió de nuevo al Desarrollo de Currículum y supervisó Estudios Sociales y otros temas. Jugó un rol importante en el desarrollo de un nuevo sistema de valoración de la Prueba de Criterio Establecido (PCE). Allí se hace el Coordinador Nacional para Educación de Estudios Sociales y el representante de Botsuana para el Programa de Estudios Sociales y Medioambientales africanos (ASESP, por sus siglas en inglés) y miembro del consejo para la Asociación de Educación Medioambiental de África Austral (EEASA, por sus siglas en inglés) por más de 5 años. Fue también miembro de varios consejos de ONG.
Se unió a la UNICEF en 1995 como Agente de Proyecto de la Educación trabajando en proyectos de educación en áreas remotas. También desarrolló e implementó la educación para estudiantes embarazadas e inició la política y reformas de programa para los excluidos en Botsuana y los de las regiones del África oriental y austral.

## Trayectoria política
En 2003, renunció para acceder a la política, participando, sin buenos resultados, en las primarias del Partido Democrático de Botsuana (PDB) en la circunscripción de Moshupa. A pesar de ello siguió activo en la política y fue elegido Secretario de Diputado del comité ramal de Moshupa. Se unió a una ONG de Búsqueda Internacional y se centró en la investigación de la prevención del VIH e inició sus estudios para obtener un PhD en epidemiología.
En 2008 se enfrentó de nuevo a primarias y esta vez ganó, convirtiéndose en el candidato parlamentario del PDB por Moshupa, logrando un escaño en las elecciones generales de octubre de 2009.
También en octubre de 2009, Masisi fue nombrado asistente de Ministro para Asuntos Presidenciales y Administración Pública y promovido a Ministro para Asuntos Presidenciales y Administración Pública en enero de 2011, donde encabezó el Programa de Erradicación de la Pobreza. 
En abril de 2014, asumió el Ministerio de Educación y Desarrollo de Habilidades como suplente hasta las elecciones generales del 24 de octubre de 2014, cuando fue reelecto miembro del parlamento por la región de Moshupa-Manyana y se mantuvo al frente del ministerio. 
El 12 de noviembre de 2014 fue designado vicepresidente de Botsuana por el presidente Ian Khama manteniendo también el ministerio de Educación y Desarrollo de Habilidades. 
El 5 de julio de 2017, el presidente Khama nombró a Masisi Canciller de la Universidad de Botsuana. El nombramiento, que estaba en consonancia con la Sección 7 de la Ley de la Universidad de Botsuana de 2008, fue por un período de cinco años. Siguió a la muerte del expresidente Quett Masire, que se desempeñó como Canciller hasta que murió el 22 de junio de 2017.

## Presidente de Botsuana
El 1 de abril de 2018, juró como el quinto presidente de Botsuana sucediendo a Ian Khama obligado a dejar la presidencia después de dos mandatos de 5 años. Masisi se convirtió así en el tercer líder de Botsuana fuera de la dinastía Khama desde su independencia de Gran Bretaña en 1966. Entre las prioridades presentadas en su discurso al asumir la presidencia destacó la necesidad de reducir la dependencia del país del mercado de diamantes y el compromiso de su gobierno en ampliar el acceso a la educación técnica y establecer iniciativas en turismo, minería, carnes y servicios financieros.

### Política económica
A pesar de una encuesta considerada muy ajustada, ganó las elecciones parlamentarias en octubre de 2019. A la cabeza de un país con una economía de fuerte crecimiento pero entre los más desiguales del mundo, altamente dependiente del sector del diamante y agobiado por una tasa de desempleo del 18%, Masisi es notablemente reconocido por sus medidas contra la corrupción y el apoyo a las pequeñas empresas.
El gobierno de Mokgweetsi Masisi levantó la prohibición de la caza de elefantes en 2019 y subastará los permisos de caza a las empresas. Estas empresas las revenden luego con un margen a los cazadores de trofeos. El sur de África se ha convertido en un destino para el turismo de caza, sobre todo desde Estados Unidos.

### Pandemia de COVID-19
Tras la declaración, los poderes de emergencia permitieron a Masisi gobernar por decreto durante un periodo de 18 meses, hasta septiembre de 2021, a pesar de las protestas de algunos partidos de la oposición. En diciembre, Botsuana encontró indicios de una nueva cepa, lo que llevó a la imposición de un toque de queda del 24 de diciembre de 2020 al 3 de enero de 2021. Tras casi dos años de estado de emergencia pública, y amenazas de protestas por parte de la ciudadanía y los partidos de la oposición, Masisi anunció que no renovaría el estado de emergencia pública, por lo que gobernó por decreto durante este periodo, poniendo fin también a los toques de queda que habían estado vigentes a finales de septiembre de 2021.